# Katsuyori Shibata
Katsuyori Shibata (Kuwana, 17 novembre 1979) è un wrestler giapponese, sotto contratto con la New Japan Pro Wrestling.
Ha debuttato nel 1999 in NJPW per avere poi una breve parentesi di 2 anni (2005-2006) in Big Mouth Loud poi chiusa. Tra il 2007 e il 2011 ha deciso di intraprendere la carriera delle MMA con sole 4 vittorie in 16 match per poi tornare in NJPW nel 2012. Il 9 Aprile 2017 dopo aver vinto la New Japan Cup all'evento Sakura Genesis contro Kazuchika Okada Shibata ebbe un infortunio molto serio dopo un uso inappropriato della Head Butt è stato paralizzato secondo i medici rischiando una paralisi completa recuperata con il tempo. A sorpresa dopo 4 anni di assenza Shibata torna durante lo show finale del G1 Climax 31 il 21 Ottobre 2021 dove lotta per la prima volta dopo l'infortunio contro Zack Sabre Jr. in un match da tempo limite 5 minuti finito in pareggio. Il 4 Novembre 2022 Shibata è apparso anche in AEW dove ha lottato contro Orange Cassidy per il titolo All-Atlantic perdendo. Attualmente Shibata allena e controlla i giovani wrestler del NJPW LA Dojo e controlla la produzione di NJPW Strong, show americano della NJPW. Katsuyori è figlio di un altro wrestler Katsuhisa Shibata anche lui famoso in New Japan negli anni 70 e in Messico dove ha lottato per la Empresa Mexicana De La Lucha Libre oggi CMLL.

## Carriera

### New Japan Pro-Wrestling (1999–2005)
Shibata ha fatto il suo debutto nel mondo del wrestling il 10 ottobre 1999, affrontando l'amico Wataru Inoue in un evento della New Japan Pro-Wrestling. Shibata insieme agli altri Young Lion (i wrestler debuttanti in Giappone) Hiroshi Tanahashi e Shinsuke Nakamura, vennero nominati I "nuovi tre moschettieri". Nel 2000 tra il 14 Aprile e il 5 Maggio, Shibata ha preso parte alla Young Lion Cup di quell'anno, finendo al 3º posto con 6 punti, a vincere quel torneo fu Kenzo Suzuki. Durante il torneo Shibata ha mandato in coma Masakazu Fukuda con una gomitata e per Fukuda non ci fu nulla da fare. Shibata e Inoue si sono fatti strada insieme nella junior division (pesi leggeri), entrambi ricevettero un match per il IWGP Junior Heavyweight Championship, Shibata perse contro Kendo Kashin il 28 ottobre 2001. Shibata e Inoue andarono dritti alla ricerca degli IWGP Junior Heavyweight Tag Team Championship in due occasioni (16 settembre 2001 e 22 aprile 2002) contro Jado e Gedo, ma hanno perso entrambe le volte.
Nel 2003, Shibata è passato nella divisione dei pesi massimi e si è unito al Makai Club come Makai Numero 4. Nel luglio 2003, Shibata ebbe due match titolati, il primo per l'IWGP Tag Team Championship assieme a Mitsuya Nagai contro Hiroshi Tanahashi e Yutaka Yoshie e il secondo per l'IWGP U-30 Openweight Championship sempre contro Hiroshi Tanahashi, ma non è riuscito a vincere nessuno dei due titoli. Shibata nello stesso anno ha fatto anche il suo debutto nel G1 Climax, dove si è piazzato 3° nel gruppo B con 5 punti. Dopo vari match nei tour fino a metà anno il 19 luglio 2004, ha ricevuto il suo primo match per il IWGP Heavyweight Championship contro Kazuyuki Fujita perso per KO. Un mese dopo ha partecipato al G1 Climax vincendo il gruppo A con 8 punti grazie alle vittorie contro ex campioni massimi tra cui Masahiro Chono, Shinsuke Nakamura e Genichiro Tenryu, poi perse le semifinali contro Hiroyoshi Tenzan che andò a vincere il torneo. Dopo il G1 Shibata si unì alla nuova stable di Masahiro Chono, la Black New Japan con la quale non ebbe tanto successo per poi lasciare la New Japan per il prima volta a gennaio 2005.
Il 15 maggio 2004 fece il debutto nelle MMA a Jungle Fight 2 organizzato dalla Jungle Fight, promotion brasiliana di mixed martial arts e kickboxing.

### Indy giapponesi (2005-2006)
Dopo aver lasciato la New Japan cercò fortuna nelle MMA e si allenò per buona parte del 2005 tornando in un ring di wrestling solo ad Agosto per la Wrestle-1 di Fumihiko Uwai & Sadaharu Tanikawa perdendo contro Jun Akiyama nel primo match del Grand Prix. Lo stesso mese Shibata andò a lottare per due volte nella Riki Pro, compagnia di Riki Choshu dove perse entrambi i match. A settembre fece il suo debutto in Big Mouth Loud durante lo show Illusion per tornare a dicembre ma perse entrambi i match. A Novembre grande occasione per lui in NOAH dove perse un match per i GHC Tag Team Championship in coppia con Kenta, sempre con Kenta però a dicembre vinsero un match contro il team di Go Shiozaki e il grande Mitsuharu Misawa. A Gennaio del 2006 tornò per una serata in New Japan per sfidare Hiroshi Tanahashi andando a vincere. Con la media di 1 match al mese Shibata concluse l'anno con 6 match in BML oltre ad una apparizione in Kaientai Dojo di Taka Michinoku. Sempre con Kenta in NOAH a settembre vinse un match contro un'altra leggenda come Akira Taue e Go Shiozaki. Termina l'anno in 	Uwai Station, compagnia Freestyle in preparazione per la carriera MMA ormai obbiettivo primario.

### Ritorno al wrestling (2011-presente)
Shibata torna in un ring di wrestling dopo 5 anni nel 2011 per un tag team match a Dicembre in Inoki Genome Federation di Antonio Inoki con Kazushi Sakuraba conosciuto nella carriera MMA in K-1 Hero's andando a vincere quel match. Vista la carriera MMA ormai in crisi Shibata decide di tornare in New Japan a Settembre del 2012 assieme a Sakuraba convinto a tornare nel mondo del wrestling dopo quasi 12 anni, i due crearono il team 	Laughter7 rimasti imbattuti fino a Marzo 2013 perdendo contro Hirooki Goto e Yuji Nagata, la cosa diede inizio alla faida tra Shibata e Goto interrotta da un infortunio di Goto durante il G1 Climax nel quale Shibata arrivò secondo perdendo nel match decisivo contro Tanahashi all'ultima giornata. A Wrestle Kingdom 8 Shibata partecipa sfidano e perdendo contro Hirooki Goto di ritorno dall'infortunio e da lì i due diventano un team fisso andando anche per i titoli Tag Team dopo la New Japan Cup (Terminata per Shibata al secondo round contro Shelton Benjamin) a Invasion Attack 2014 perdendo il match contro Doc Gallows e Karl Anderson. Il Tag Team fallì un match per diventare gli sfidanti ai titoli a Maggio. Lo step successivo è ovviamente il G1 Climax 2014 ma entrambi non arrivarono in finale. A Novembre nel tour Power Struggle Shibata perde la grossa opportunità per il IWGP Intercontinental Championship perdendo contro Shinsuke Nakamura. Questo non ferma Shibata che con Goto vince il suo primo torneo in New Japan ovvero la NJPW World Tag League 2014 proprio contro Doc Gallows e Karl Anderson che gli avevano sconfitti qualche mese prima.
Dopo aver vinto vari match nella Road to Tokyo Dome a Wrestle Kingdom 9 Hirooki Goto e Shibata vincono i IWGP Tag Team Championship contro, ancora una volta, Gallows e Anderson. Il regno però dura molto poco perché nuovamente i due del Bullet Club tornano per quei titoli e li rivincono durante il tour apri anno NJPW The New Beginning In Osaka. Nonostante tutto il team di Goto e Shibata rimane intatto anche dopo la New Japan Cup nella quale Shibata viene eliminato proprio da Goto, anche nei tour successivi due saranno molte volte in team. Arrivato Luglio è tempo di G1 Climax 2015 ma quest'anno per Shibata è un mezzo disastro facendo solo 8 punti perdendo anche contro Doc Gallows (rewind della faida tra i due tag). Shibata e Goto parteciperanno anche alla World Tag League non arrivando in finale per poco. Arrivati a Gennaio 2016 Shibata sarà a Wrestle Kingdom 10 nel quale vince la sua prima cintura in singolo contro Tomohiro Ishii ovvero il NEVER Openweight Championship. Il titolo venne difeso fino a NJPW Wrestling Dontaku 2016 dove lo perse contro Yuji Nagata per rivincerlo 1 mese dopo a NJPW Dominion 6.19 In Osaka-Jo Hall.
L'ultimo step prima del G1 Climax 2016 è la difesa del titolo contro Tomoaki Honma alla sesta data di NJPW Kizuna Road 2016. Ancora una volta il G1 Climax non dice bene a Shibata anche arrivando da NEVER Champion che ancora una volta non arriva in finale in quello che è momentaneamente il suo ultimo G1 Climax della carriera. Nei mesi dopo Shibata grazie alla collaborazione con la Ring of Honor difende il titolo contro wrestler come Kyle O'Reilly e Bobby Fish, perderà il titolo NEVER contro EVIL a NJPW Power Struggle 2016. Pochi giorni dopo all'evento tra RevPro e NJPW Global Wars UK 2016 Shibata batte Zack Sabre Jr. e vince il RevPro British Heavyweight Championship il giorno dopo lo difenderà la prima volta contro Chris Hero. 4 giorni dopo in uno speciale show della NJPW a Singapore Shibata vince per la terza volta in 1 anno il titolo NEVER battendo EVIL.  Di li a poco sarebbe iniziata la World Tag League 2016 dove partecipa con Yuji Nagata non arrivando in finale. Finito il 2016 quasi perfetto per Shibata arriva il 2017 nel quale arriva la sfida definitiva ad Hirooki Goto infatti a Wrestle Kingdom 11 i due si sfidano con Hirooki Goto che ne esce vincitore mettendo in pratica fine alla loro bella faida durata 4 anni. A Marzo Shibata perde anche il RevPro British Heavyweight Championship contro Zack Sabre Jr. in occasione del 45º anniversario della NJPW. Shibata rimasto con nulla in mano riesce a vincere la New Japan Cup andando finalmente a cercare la vittoria del IWGP Heavyweight Championship contro l'uomo copertina Kazuchika Okada. A Sakura Genesis però Shibata decide di andare oltre i limiti danneggiando la testa con delle headbutt portandolo alla paralisi temporanea e un ritiro che sembrava permanente.
Il 31 marzo 2023 vinse il ROH Pure Championship dopo aver battuto Wheeler Yuta a Supercard of Honor.

## Titoli e riconoscimenti
- New Japan Pro-Wrestling
  - IWGP Tag Team Championship (1) – con Hirooki Goto
  - NEVER Openweight Championship (3)
  - World Tag League (2014)
  - New Japan Cup (2017)
- Revolution Pro Wrestling
  - RevPro Unisputed British Heavyweight Championship (1)
- Ring of Honor
  - ROH Pure Championship (1)